# Puy de Chateix
Le puy de Chateix (parfois appelé puy Chateix)  est une montagne située au nord-est de la commune de Royat (Puy-de-Dôme).
Son sommet se trouve à 592 mètres d'altitude, mais il est inaccessible en raison de la présence d'un ancien réémetteur de télévision.
Selon certains historiens, un château appartenant à Waïfre, duc d'Aquitaine, se trouvait sur le sommet et fut incendié en 761 par Pépin le Bref.